# Silvaphilus oubosiensis
Silvaphilus oubosiensis är en skalbaggsart som beskrevs av Roets och Oberlander 2010. Silvaphilus oubosiensis ingår i släktet Silvaphilus och familjen bladhorningar. Inga underarter finns listade i Catalogue of Life.